# محوطه پشته سفالی خسروآباد
محوطه پشته سفالی خسروآباد مربوط به هزاره اول پیش از میلاد است و در شهرستان داورزن، روستای خسروآباد واقع شده و این اثر در تاریخ ۱۶ اسفند ۱۳۸۴ با شمارهٔ ثبت ۱۴۳۴۹ به‌عنوان یکی از آثار ملی ایران به ثبت رسیده‌است.